# Bestenliste französischer Triathleten auf der Ironman-Distanz

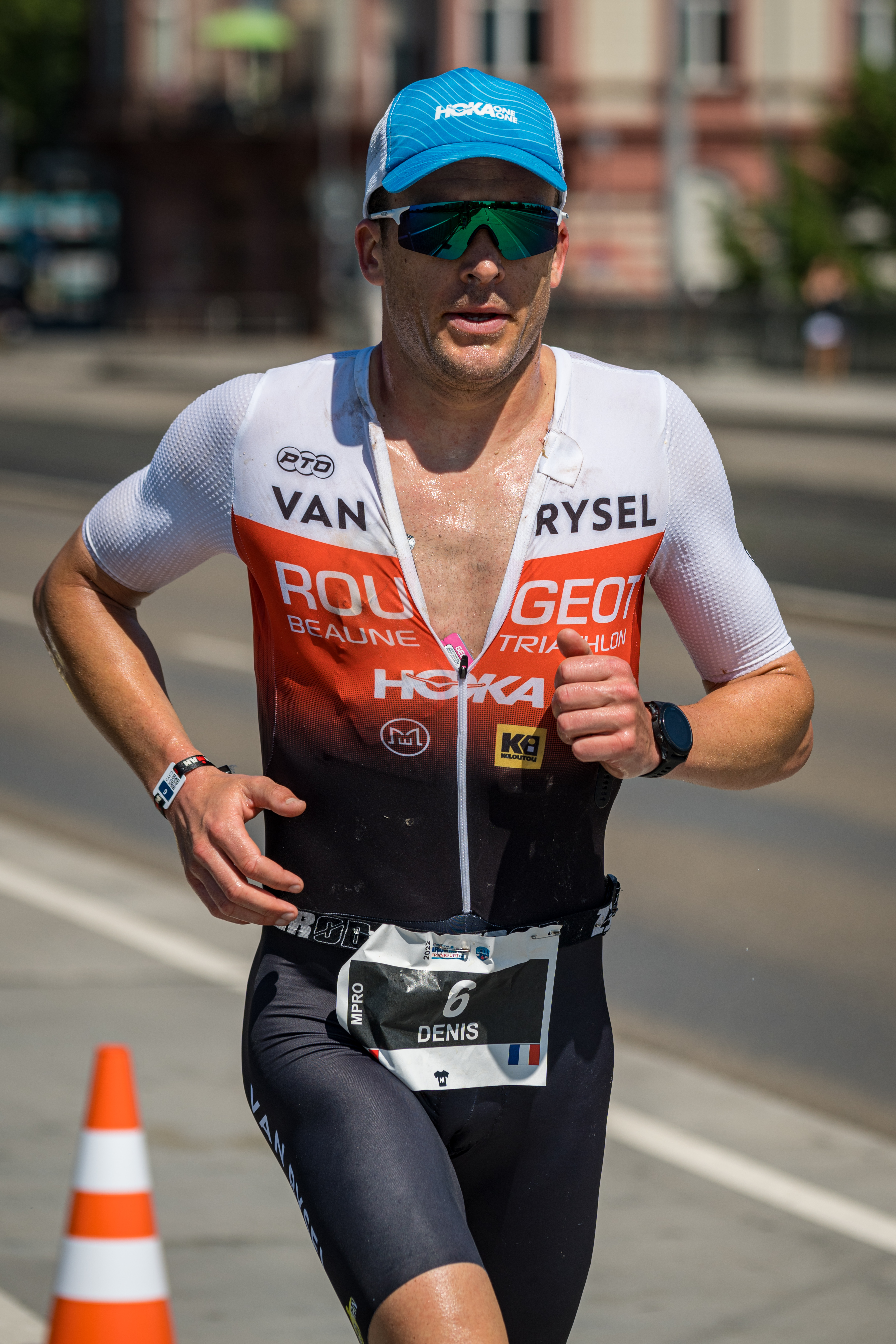
Denis Chevrot im Ironman Germany (2022)

Die Bestenliste französischer Triathleten auf der Ironman-Distanz umfasst alle Zeiten, die weltweit von französischen Männern bei einem Triathlon über die Langdistanz bzw. Ironman-Distanz (3,86 km Schwimmen, 180,2 km Radfahren und 42,2 km Laufen) erzielt wurden.
(Stand 7. Oktober 2024)

## Kriterien für die Bestzeiten
Jeder Athlet wird hier mit seiner persönlichen Bestzeit angeführt.
Berücksichtigt wurden Zeiten von Amateuren und Profis unter 8:00 Stunden seit Oktober 1982. Wettkämpfe, bei denen witterungsbedingt nur ein Duathlon ausgetragen wurde, oder Teildistanzen stark durch den Veranstalter verkürzt wurden, finden keine Berücksichtigung. Eine offizielle Vermessung der Strecken, wie in der Leichtathletik mit dem Jones-Counter, erfolgt im Triathlon bis jetzt nicht. Die Rennen sind deshalb aufgrund einer nicht ganz genauen Länge nur begrenzt bzw. eingeschränkt vergleichbar. Die offiziellen Verbände führen keine Rekorde oder Bestenlisten.
Auch die Zeiten bei ein und demselben Wettkampf, wie auch auf Hawaii, sind durch Streckenänderungen, Baustellen, Beschaffenheit oder Veränderung des Straßenbelags, Verlegungen und Veränderungen der Wechselzonen, nicht vergleichbar. Bei den hier aufgeführten Zeiten handelt es sich um Ergebnisse, die bei Wettkämpfen mit offiziellem Windschattenverbot erzielt worden sind.

## Liste der Bestzeiten
| Platz | Name              | Jahr | Zeit    | Veranstaltung      | Bemerkung / Titel                                 | Quelle |
| ----- | ----------------- | ---- | ------- | ------------------ | ------------------------------------------------- | ------ |
| 1     | Denis Chevrot     | 2023 | 7:26:21 | Ironman Hamburg    | Ironman European Championships                    | [ 1 ]  |
| 2     | Sam Laidlow       | 2025 | 7:29:35 | Challenge Roth     |                                                   | [ 2 ]  |
| 3     | Dylan Magnien     | 2024 | 7:32:40 | Ironman Barcelona  | Laufzeit: 2:35:30 Std.                            | [ 3 ]  |
| 4     | Vincent Luis      | 2025 | 7:38:54 | Challenge Roth     |                                                   | [ 4 ]  |
| 5     | Léon Chevalier    | 2024 | 7:39:11 | Challenge Roth     |                                                   | [ 5 ]  |
| 6     | Sam Laidlow       | 2022 | 7:42:24 | Ironman Hawaii     |                                                   | [ 6 ]  |
| 7     | Rémi Conte        | 2023 | 7:44:14 | Ironman Hamburg    |                                                   | [ 7 ]  |
| 8     | William Mennesson | 2024 | 7:44:28 | Ironman Barcelona  |                                                   | [ 8 ]  |
| 9     | Clément Mignon    | 2024 | 7:48:37 | Ironman Mexico     | LM Triathlon Mitteldistanz 2021, ITU WM Lang 2023 |        |
| 10    | Antony Costes     | 2017 | 7:49:19 | Ironman Barcelona  |                                                   | [ 9 ]  |
| 11    | Kevin Rundstadler | 2024 | 7:49:33 | Ironman Barcelona  |                                                   |        |
| 12    | Arnaud Guilloux   | 2024 | 7:50:59 | Ironman Cairns     |                                                   |        |
| 13    | Dylan Magnien     | 2023 | 7:52:17 | Ironman Portugal   |                                                   | [ 10 ] |
| 14    | Arthur Horseau    | 2024 | 7:52:20 | Ironman Austria    |                                                   | [ 11 ] |
| 15    | Yvan Jarrige      | 2024 | 7:52:52 | Ironman Germany    |                                                   | [ 12 ] |
| 16    | Vincent Terrier   | 2023 | 7:58:11 | Ironman Hamburg    |                                                   | [ 13 ] |
| 17    | Cyril Viennot     | 2018 | 7:59:52 | Ironman Copenhagen | WM Triathlon Langdistanz 2015                     | [ 14 ] |

(LM = Landesmeister, EM = Europameister, WM = Weltmeister)